# Food Defense
Food Defense ist ein Neologismus für Produktschutz, der aus dem angloamerikanischen Sprachraum stammt. Unter dem Schlagwort versteht man den Schutz von Lebensmitteln vor mutwilliger Kontamination oder Verfälschung durch biologische, chemische, physikalische oder radioaktive Stoffe. Food Defense betrachtet auch die dazu relevanten physikalischen, personellen und operativen Sicherheitsmaßnahmen.
Dem Begriff Produktschutz wird der Begriff Lebensmittelsicherheit (englisch: Food safety) gegenübergestellt, der die Gefahren für Lebensmittel durch direkte Kontaminationen oder Rückstände etwa aus der Umwelt beschreibt. Mit dem Begriff „Versorgungssicherheit“ (englisch: Food security) wird der ausreichende Zugang der Weltbevölkerung zu Lebensmitteln beschrieben, damit ein aktives, gesundes Leben möglich ist.
Food Defense beschäftigt sich in der Umsetzung der dazu notwendigen Prozesse mit der Prävention. Dies beginnt mit dem physikalischen Schutz und Überwachung von Transport- und Produktionsprozessen und – wenn notwendig – mit der raschen Rückholung von gesundheitsschädlichen Lebensmitteln.

## Geschichte in den USA
- 1906: Im „Federal Meat Inspection Act“ werden Anforderungen an die Schlachtung, Verarbeitung und Etikettierung von Fleisch und Fleischprodukten sowohl aus den USA wie auch von Importen festgeschrieben.[3]
- 1938: Im „Federal Food, Drug, and Cosmetic Act“ werden Anforderungen an die Prozesse zur Sicherheit von Lebensmitteln, Medikamenten und Kosmetika festgelegt.[4]
- 1957: Im „Poultry Products Inspection Act“ werden Anforderungen an die Lebensmittelsicherheit und die Überwachung der Geflügelhaltung für den menschlichen Verzehr festgelegt.[5]
- November 2002: Im „Homeland Security Act“ wird in Folge der terroristischen Attacken am 11. September 2001 der Aufbau der Abteilung „Homeland Security“ vom Kongress beschlossen.[6]
- Dezember 2003: In der „Homeland Security Presidential Directive 7“ werden Lebensmittel und Landwirtschaft als gefährdete Infrastrukturen eingestuft.[7]
- Januar 2004: In der „Homeland Security Presidential Directive 9“ werden Maßnahmen zum Schutz der Landwirtschaft und der Lebensmittelproduktion vor terroristischen Angriffen festgelegt.[8]
- Januar 2004: Das „Departement für Heimatschutz“ errichtet die „Homeland Security Centers of Excellence“, um die festgelegten Beschlüsse erfolgreich umzusetzen.[9]
- Juli 2004: Das „National Center for Food Protection and Defense“ wird an der Universität von Minnesota eröffnet.[10]
- Januar 2011: Der „Food Safety Modernization Act“ überträgt weitere Agenden auf die FDA zur Umsetzung von Schutzmaßnahmen vor internationaler Gefährdung von Lebensmitteln.[11]

## Varianten des Produktschutzes
Vorfälle, die den Produktschutz betreffen, können allgemein in drei Kategorien eingeteilt werden. Derartige Vorfälle können von verärgerten Angestellten, Experten mit Insiderwissen oder von außenstehenden Personen durchgeführt werden. Das Ziel ist aber in der Regel, an der Öffentlichkeit einen größtmöglichen Schaden an der Marke des Lebensmittelherstellers herbeizuführen.

### Industriesabotage
Das Ziel von Industriesabotage ist in der Regel die Schädigung der Marke des Lebensmittelherstellers mit dem Ziel, finanziellen Schaden anzurichten, z. B. durch die Auslösung einer landesweiten Rückholaktion. Selten geschieht dies mit der Absicht, eine Lebensmittelinduzierte Epidemie oder landesweite Erkrankung von Konsumenten auszulösen. Oft sind es Mitarbeiter, die gute Prozesskenntnisse haben und wissen, wie Checkpoints und Sicherheitskontrollen umgangen werden können.
Ein Beispiel für Industriesabotage gab ein verärgerter Mitarbeiter der Maruha Nichiro Holdings, der die tiefgekühlten Produkte seines Arbeitgebers mit dem Pestizid Malathion kontaminierte, weil er mit dem Lohn unzufrieden war. Diese Kontamination machte eine Rückholaktion von 6,4 Millionen Verkaufseinheiten und deren Vernichtung notwendig. Fast 1.800 Konsumenten waren davon betroffen und das Vertrauen der Konsumenten in die Lebensmittelsicherheit war schwer erschüttert.

### Terrorismus
Die Komplexität und mögliche Breitenwirkung von Anschlägen auf die Lebensmittelwirtschaft hat dazu geführt, dass man diesen Sektor als gefährdet ansehen muss.
Der Erste und bislang größte Angriff auf die Lebensmittelwirtschaft erfolgte im Jahr 1984 in Form einer Bioterror-Attacke. In der Absicht, die Wahlen im Wasco County zu beeinflussen, wurden einige Salad-Bars in The Dalles, Oregon, mit Salmonellen kontaminiert, wodurch 751 Konsumenten erkrankten.

### Betrügerische Verfälschung
Die Definition der FDA lautet sinngemäß: Eine betrügerische Verfälschung liegt vor, wenn die Verfälschung durch den beabsichtigten Ersatz von Zutaten und/oder eine entsprechende Beifügung von Zutaten zum Lebensmittel erfolgt, mit dem Ziel, es höherwertig erscheinen zu lassen oder die Produktionskosten zu reduzieren. Beispiel dafür ist z. B. das verbotene Verdünnen von Fruchtsäften.
Betrügerische Verfälschungen (Food Fraud) entstehen oft auch dadurch, dass, um einen finanziellen Vorteil zu erschwindeln, nicht deklarierte Stoffe eingesetzt werden, um teure Stoffe zu ersetzen. Derartige Verfälschungen sind oft schwer zu entdecken und stellen eine große Herausforderung an die Überwachungsbehörden und die Qualitätsmanagement-Systeme dar.
Betrügerische Verfälschungen aus jüngster Zeit sind der Pferdefleisch-Skandal (EU), die Melamin Kontamination von Milch (China) oder der Salmonellenausbruch durch die „Peanut Corporation of America“. Weitere Vorfälle betrafen Fisch, Honig, fleisch- und getreidebasierte Lebensmittel, aber auch Fruchtsäfte, Bio-Produkte, Kaffee, Olivenöl, Tee und Gewürze. Experten schätzen, dass bis zu 10 % der im Einzelhandel verkauften Produkte mehr oder weniger große Verfälschungen enthalten, und schätzen den Schaden für die Lebensmittelindustrie auf 10 bis 15 Milliarden US-Dollar im Jahr.

## Schützende Strategien
Staatliche Überwachungsstellen und die Lebensmittelindustrie können Strategien einführen und spezielle Werkzeuge nutzen, um die Versorgungskette und die Produktionsstätten von Lebensmitteln vor beabsichtigten Kontaminationen oder Verfälschungen zu schützen. Diese Werkzeuge bestehen aus vorbeugenden Maßnahmen, aus dem Erheben der möglichen Gefahren, dem Abschätzen des Risikos (Abschätzen der Wahrscheinlichkeit des Eintretens der Gefahr) und dem Abschätzen der Auswirkung, wenn die Gefahr eingetreten ist.

### Werkzeuge
Die FDA hat eine ganze Reihe von verschiedenen Werkzeugen erarbeitet, unter anderem folgende:
- Mitigation Strategies Database[24], behandelt eine Reihe von Vorbeugemaßnahmen und Vorschläge für Lebensmittelproduzenten.
- Food Defense 101[25], mit einem Schwerpunkt auf Schulung und Wachsamkeit für den Fall einer Attacke.
- FREE-B[26], erläutert die Szenarien einer beabsichtigten und einer unbeabsichtigten Kontamination.
- Food Defense Plan Builder[27], unterstützt Betriebsleiter und Geschäftsführer von Lebensmittelunternehmen mit dem Entwickeln von personalisierten Produktschutz-Plänen.

### Risikoanalyse
Es ist sehr schwierig, das Risiko eines Systems zu bewerten, wenn die Ereignisse sehr selten und zufällig sind. Trotzdem ist es möglich, durch das systematische Sammeln von geeigneten Informationen Schwachstellen im System aufzuzeigen und die daraus resultierenden möglichen Folgen abzuschätzen. Werkzeuge, die zu diesem Zweck vom „National Center for Food Protection and Defense“ entwickelt wurden, sind zum Beispiel das System FIDES (Focused Integration of Data for Early Signals) oder CRISTAL (Critical Spatial Analysis).
Auch die FDA hat als Werkzeug eine Software entwickelt und zur Verfügung gestellt. Firmen werden aufgefordert, einen spezifischen Produktschutzplan auf der Basis einer Analyse der Verwundbarkeit und einer Risikoanalyse zu entwickeln. Dabei werden für mögliche Szenarien Aktionspläne ausgearbeitet, die festlegen, welche Maßnahmen jeweils bei Fällen von beabsichtigter oder unbeabsichtigter Kontamination umgesetzt werden müssen.

### Analyse der Verwundbarkeit (Gefahrenanalyse)
Die FDA hat in ihrer Gefahrenanalyse für die Lebensmittelwirtschaft vier Hauptgefahren identifiziert:
- Be- und Verladen von Flüssigkeiten in Tankwagen
- Lagerung und Handhabung von Flüssigkeiten
- Handhabung mit Lebensmittel-Zusatzstoffen
- Mischprozesse bei der Herstellung des Lebensmittels

Die genaue Kenntnis um diese Prozesse führen bei der Gefahrenanalyse zu den entsprechenden vorbeugenden Maßnahmen.
Ein bekanntes Werkzeug zur Analyse von Gefahren durch eine beabsichtigte Kontamination ist die „CARVER + Shock“-Methode.
CARVER steht für:
- Criticality – abschätzen der ökonomischen Auswirkungen und die Gesundheit der Konsumenten durch eine Attacke.
- Accessibility – Analyse der Zugangsmöglichkeiten in das Ziel der Attacke
- Recuperability – Analyse der Fähigkeit, sich nach einer Attacke wieder zu erholen
- Vulnerability – Analyse der Gefahr durch Begünstigung einer Attacke
- Effect – Bewerten der Folgen einer Attacke auf Basis der direkten Kosten in der Produktion
- Recognizability – Analyse, wie leicht das Ziel als mögliches Angriffsziel erkannt werden kann
- Shock – Analyse der Folgen einer Attacke unter Berücksichtigung der gesundheitlichen, der wirtschaftlichen und der psychologischen Auswirkungen.

### Überwachung der Versorgungskette
Die Überwachung aller Teilprozesse innerhalb der Versorgungskette eines Lebensmittels ist auf Grund der Komplexität und oft schwer nachzuvollziehenden Aktionen sehr schwierig. Eine eingehende Analyse der Herkunft der Rohstoffe oder der Zutaten kann bei der Festlegung von vorbeugenden Maßnahmen gegen Kontamination oder Verfälschung sehr hilfreich sein. Ein gutes Management der Versorgungskette, gepaart mit Lieferantenaudits und qualitätssichernden Maßnahmen (z. B. Stichprobenpläne), kann mithelfen, Lebensmittelbetriebe vor Attacken von außen zu schützen.
Zusätzlich können sich lebensmittelerzeugende Betriebe bereits existierender, in der Regel branchenbezogener Richtlinien bedienen und sollten sich auch an die Richtlinien der Guten Herstellungspraxis halten.

### Maßnahmen zur Risikominimierung

#### Physikalische Maßnahmen
- Sicherung der Betriebsstätte durch Zäune und Durchführung von regelmäßigen Kontrollen
- Durchführung von Zugangskontrollen für Personen und Fahrzeuge auf das Betriebsgelände
- Installierung von Überwachungskameras und Sicherstellung von ausreichender Beleuchtung auf dem Betriebsgelände sowie Verwendung von Alarmanlagen.

#### Organisatorische Maßnahmen
- Einsatz von Systemen zur Identifikation und Zuordnung von Personen zu Arbeitsbereichen bzw. Funktionen innerhalb des Betriebes (z. B. farblich unterschiedliche Arbeitsbekleidung)
- Durchführung von Hintergrundchecks für alle Mitarbeiter, die in sensiblen Bereichen arbeiten.
- Durchführung von regelmäßigen Schulungen aller Mitarbeiter zum Thema „Produktschutz“ mit dem Ziel der Sensibilisierung für verdächtiges Verhalten anderer Personen.
- Einsatz von Werkzeugen, um Kontaminationen sichtbar zu machen (Verplomben von Fahrzeugen und Stückgut wie z. B. Einzelpaletten) (Produktschutz)

#### Management
- Führen von Aufzeichnungen, die eine Rückverfolgbarkeit der Rohstoffe sicherstellen.
- Erstellen und Bereithalten einer aktuellen Liste mit den notwendigen Kontaktnummern zu lokalen und überregionalen Behörden.
- Einführen eines Kontrollsystems zur Überprüfung des Inventurbestandes.

Zahlreiche weitere Richtlinien für vorbeugende Maßnahmen stehen in den Datenbanken der FDA und der USDA zur Verfügung.

## Stakeholders

### Weltweit
- Food and Agriculture Organization (FAO)
- World Health Organization (WHO)
- World Trade Organization (WTO)
- Interpol

### Vereinigte Staaten

#### Federal Level
- Food and Drug Administration (FDA)
  - Center for Food Safety and Applied Nutrition (CFSAN)
- United States Department of Agriculture (USDA)
  - Food Safety and Inspection Service (FSIS)
  - Foreign Agricultural Service (FAS)
- Centers for Disease Control and Prevention (CDC)
- Federal Bureau of Investigation (FBI)
- Department of Homeland Security (DHS)
  - Customs and Border Protection (CBP)
- Department of State
- National Center for Food Protection and Defense (NFCPD)

#### State Level
- State health departments
- State departments of agriculture
- Local law enforcement

### Europäische Union
- Europäische Behörde für Lebensmittelsicherheit (EFSA)